# Viola Myers
Pour les articles homonymes, voir Myers.
Viola Myers, née le 29 juin 1927 à Toronto et morte le 15 novembre 1993 dans la même ville, est une athlète canadienne.

## Biographie
Viola Myers obtient la médaille de bronze en relais 4 x 100 mètres lors des Jeux olympiques d'été de 1948 à Londres, avec Nancy MacKay, Diane Foster et Patricia Jones. Au cours de ces mêmes Jeux olympiques, Myers court le 100 mètres et termine quatrième.
Elle est la tante des joueurs de hockey sur glace Doug Wilson et Murray Wilson.

## Palmarès
- Jeux olympiques de 1948 à Londres
  -  Médaille de bronze en relais 4 × 100 m